# أليسيا موريل
أليسيا موريل شيغنيو (Alicia Morel) ولدت في 26 يوليو 1921 - وتوفيت في 1 مارس 2017 ،كانت كاتبة تشيلية، روائية وشاعرة و كاتبة إشتهرت بعملها في مجال أدب الأطفال ومسرح الأطفال والدمى المتحركة.

## السيرة الذاتية

### السنوات الأولى
ولدت أليسيا موريل في 26 يوليو 1921، في أسرة متعلمة جدا كانت فيها الأكبر سنا من ستة أطفال. من سن مبكرة جدا كانت مهتمة للغاية بالأدب. كان مؤلفوها المفضلون أوسكار وايلد Oscar Wilde، لويس كارول Lewis Carroll، هانز كريستيان أندرسنHans Christian Andersen، تشارلز بيرولت Charles Perrault، الأخوان جريمthe Brothers Grimm، سيلما لاجيرلوف Selma Lagerlöf،وشكل عملهم أساس إلهامها لكتابة القصص.
كما شعرت بسحر كبير للهواء الطلق والطبيعة، وكثيرا ما انجدبت للطبيعة وراقبت ودرست الحشرات والأشجار والزهور.وفي هدا المناخ عاشت هي وأشقائها في اكتشاف الطبيعة حول المنزل.
والدها يوصف بأنه رجل سخي، عطاء، وسلطوي... لقد مرت العائلة بتغييرات عديدة خلال طفولة أليسيا. ومع مرور السنوات، تعلمت العزف على البيانو وبدأت في كتابة القصص والأشعار الأولى. وكان مقرها في كاجون ديل مايبو Cajón del Maipo, ،
وهو المكان الذي ترتاده لجماله الطبيعي. في سن ال 12 اكتشفت موهبتها في الكتابة. وقد شجعها في ذلك خورخي زولواغا، وهو صديق عائلي قدم لها كتبا مثل جيمس جويسJames Joyce ؛وكاثرين مانسفيلد Katherine Mansfield ؛وجونز فيراGonzález Vera.

## حياتها الأدبية
في عام 1938، في سن مبكرة في عمر 16، بدأت موريل عملها الأدبي مع كتاب الشعر الذي نشرته بمساعدة الأسرة بعنوان En el campo y la ciudad؛ وبعد ذلك بدأت تغامر في مختلف الأنواع مثل الروايات والشعر والقصة، والأساطير التشيلية، وقصص الأطفال. بعد اربع سنوات،
زولواغا دعاها إلى حفل توزيع الجوائز للكاتب فرانسيسكو كولوان Francisco Coloane، لعمله الأكثر شهرة El último grumete de la Baquedano . و خلال هذا الوقت عملت كمساعدة طبيب، كما كان لديها تفاني كبير لعلاج المرضى. كما قامت بإصلاح وربط الكتب القديمة.
في عام 1951، نشرت مجموعة شعرية لها Como una raíz de agua، وقامت برحلة ثقافية إلى أوروبا، حيث التقت غابرييلا ميسترال في نابولي ، إيطاليا.
تعاونت مع كتاب آخرين، مثل مارسيلا باز على Perico trepa por Chile.
خلال عام 1950، ولدت شخصيات موريل الأكثر شهرة La Hormiguita Cantora و el Duende Melodía، اللواتي أحلنها في عام 1954-1957 لتكون إذاعية للأطفال على راديو Chilena ؛ وراديو كوبيراتيفا Cooperativa Vitalicia, ، و في هذا الوقت بدأت أيضا بزيارة المدارس، حيث قدمت عروض الدمى، وقدمت أكثر من 15 قصة مع عشرات من الشخصيات.
كانت موريل أحد مؤسسي المجلس الدولي للكتب للشباب في تشيلي، جنبا إلى جنب مع لوسيا جيفيرت بارادا، و مارسيلا باز،
و مايتي ألاماند، و آخرين. شغلت منصب نائب رئيس هذه المؤسسة خلال سنواتها الأولى. كما تعاونت في مشاريع تعليمية مختلفة،
وإنشاء مجلة لصندوق لجمع الأموال... كما كتبت لمجلة El Volantín.

## الجوائز
خلال حياتها المهنية، حصلت موريل على العديد من الأوسمة، من بينها وسام الاستحقاق من مجلس التعليم العالمي في عام 1989 واثنين من كلمات لتقدير حياتها المهنية، في المعرض الدولي الحادي والعشرين لكتب الأطفال والصغار في عام 2007 ؛ والمؤتمر الأيبيرأمريكي Iberoamerican لأدب اللغة والأطفال والشباب في عام 2010 . وفي العام الأخير تم اختيارها لتمثيل تشيلي في جوائز هانز كريستيان أندرسنHans Christian Andersen Awards..

## الحياة الشخصية
تزوجت موريل السياسي William Thayer Arteaga ، وأنجبت سبعة أطفال.

## أعمالها

### شعر
- 1938: En el campo y la ciudad
- 1951: Como una raíz de agua
- 1990: El árbol de los cielos
- 2007: Color del tiempo

### روايات
- 1940: Juanilla, Juanillo y la Abuela
- 1965: El jardín de Dionisio
- 1978: Perico trepa por Chile (as coauthor with Marcela Paz)
- 1988: El viaje de los duendes al otro lado del mundo
- 2001: El fabricante de risas
- 2001: La conquista del rocío
- 2002: El viaje de los invisibles
- 2010: Espejos Paralelos

### قصص قصيرة
- 1973: Cuentos de la Pícara Polita
- 1978: Nuestros cuentos (anthology of Chilean authors)
- 1983: Cuentos Araucanos, La gente de la Tierra
- 1983: La noche en la ventana
- 1985: Polita va a la escuela
- 1996: Polita en el bosque
- 1999: Las manchas de Vinca
- 2004: Mozart cuenta la Flauta Mágica, cuento
- 2007: Travesuras de Polita
- 2008: El Cururo incomprendido
- 2010: El secreto del caracol
- 1991: Polita aprende el mundo
- 1991: La Hoja Viajera
- 1991: Cuentos de tesoros y monedas de oro
- 1992: Una aguja y un dedal
- 1993: Cuentos de la lluvia
- 1994: Aventuras del Duende Melodía
- 1994: El baile de los cantaritos
- 1994: La cartera azul y Amigos del bosque
- 1978: El Increíble Mundo de Llanca
- 1995: El cururo incomprendido
- 2015: Cuentos de la Panchita

### ترجمات
- 1990: Translation of The King of the Golden River by John Ruskin
- 1981: Translation of The Little Prince, by Antoine de Saint-Exupéry
- 1982: Translation of The Garden Party by Katherine Mansfield

### مؤلفات أخرى
- 1956: La Hormiguita Cantora y el Duende Melodía
- 1977: ¿Quién soy? (essay)
- 1984: Los viajes misteriosos de María (essay)
- 1986: La flauta encantada (puppetry and theater for children)
- 1990: Variaciones Literarias (essays on Virginia Woolf and Katherine Mansfield)
- 1991: Hagamos títeres (teaching text and five works for puppets)
- 1995: La Era del Sueño (essay)
- 1996: Leyendas bajo la Cruz del Sur
- 2004: La Biblia contada para ti (as coauthor with Jacqueline Balcells (es))
- 2005: La última polilla del otoño
- 2006: Una mariposa en apuros, El baile del Picaflor
- 2007: Polita en el bosque
- 2009: El Paraguas mágico
- 2009: Polita Aprende el mundo y Polita va a la escuela